# Сердце Уилсона
«Сердце Уилсона» (англ. Wilson's Heart) — шестнадцатая серия четвёртого сезона американского телесериала «Доктор Хаус». Премьера эпизода состоялась на канале FOX 19 мая 2008 года. Вторая часть двухсерийной сюжетной линии, начавшейся в эпизоде «Голова Хауса». Доктор Хаус и его команда в этой серии должны спасти их бывшую коллегу и подругу Уилсона Эмбер Волакис.

## Сюжет
Уилсон и Хаус находят Эмбер в другой больнице города. Она потеряла обе почки, а также ей пробило бедренную артерию. При Эмбер не было документов, поэтому врачи не могли связаться с Уилсоном. После операции у неё началась тахикардия, которую врачи никак не могли устранить. Уилсон и Хаус забирают её в Принстон-Плейсборо. При перевозке у Эмбер начинается фибрилляция. Уилсон не позволяет Хаусу использовать дефибрилляторы, так как они вызовут повреждение мозга. Он предлагает заморозить сердце, чтобы у Хауса было время на установление диагноза.
Хаус приказывает сделать ангиограмму и проверить дом на наличие наркотиков, токсинов и тяжелых металлов. Анализы отрицательны, но дома у Эмбер Тринадцатая и Катнер находят таблетки для похудения и антидепрессанты. Хаус требует сделать опасную операцию, чтобы понять, кальцинирован ли клапан. Перед операцией Чейз замечает, что у Эмбер желтуха. Её вызывают таблетки от похудения, и операцию отменяют. Во сне Хаус видит Эмбер, которая наливает ему бокал хереса. Очнувшись, он спрашивает у Уилсона, пьет ли Эмбер херес, тот отрицает. Однако Катнер говорит, что недалеко от больницы есть бар «Херес», который был рядом с автобусной остановкой. Хаус приказывает команде ещё больше охладить Эмбер, а сам с Уилсоном идет в бар. Бармен рассказывает, что Эмбер пришла туда, когда Хаус уже был пьян. Хаус спрашивает у бармена, была ли она больна. Бармен сказал, что Эмбер только чихнула.
Команда делает биопсию печени. По анализу можно понять, что у Эмбер гепатит Б. Во сне Хаус снова видит свою пациентку. Она говорит ему, что у неё не гепатит и показывает спину. Хаус просыпается и видит на пояснице Эмбер сыпь. Уилсон вспоминает, что они недавно ходили гулять с друзьями и их собаками. Возможно, на Эмбер прыгнул клещ. Хаус говорит ввести антибиотики и через 8 часов нагреть и запустить сердце. Уилсон знает, что если это неправильный диагноз, его девушка может умереть. Хаус меняет тактику и приказывает взять кровь на посев. Форман понимает, что такой подход может убить пациентку и обращается к Кадди. Они нагревают сердце, но понимают, что Уилсон был прав, и теперь у Эмбер повреждён мозг.
Хаус считает, что это аутоиммунное заболевание. Он хочет ввести лекарство, а потом снова попробовать нагреть сердце. Уилсон просит Хауса, чтобы тот провёл глубокую стимуляцию мозга, чтобы вспомнить симптом, который Хаус видел в автобусе. Эта процедура очень опасна, но Хаус соглашается. От электричества, простимулировавшему его мозг, Хаус снова возвращается в бар. Он напился, и бармен забрал его ключи от мотоцикла. Хаус решил позвонить Уилсону, чтобы тот его забрал. Но Уилсона срочно вызвали в больницу, и трубку подняла Эмбер. Хаус попросил её найти Уилсона, но девушка решила сама пойти в бар и довести Хауса домой. В баре она чихнула, но слизь была нормального цвета. В автобусе она чихнула ещё раз. Хаус заметил, что она приняла таблетку против гриппа. Её почки не смогли вывести амантадин, и возникло отравление. Однако без почек его не выведет ни один препарат. После увиденного у Хауса возникает приступ, и трещина в его черепе значительно увеличивается, Хаус впадает в кому.
Хаус вслух говорил то, что видел, поэтому Уилсон приказал команде проверить Эмбер на отравление амантадином. Результаты оказались положительными, Эмбер уже невозможно спасти. Она фактически мертва, но её можно разбудить на несколько часов, чтобы попрощаться. Происходит трогательное прощание влюблённых, после чего с Эмбер прощается команда. Чтобы остановить муки, Уилсон отключает Эмбер от аппарата, и она умирает. Хаус выходит из комы, опекаемый Кадди.

## Рейтинг
Программу в день выпуска в США просмотрели 16,385 млн человек.